# Let Me Blow Ya Mind
"Let Me Blow Ya Mind" é uma canção da cantora americana Eve, com participação de Gwen Stefani, contida no segundo álbum de Eve, Scorpion (2001). Lançada como segundo single do álbum em 15 de maio de 2001, alcançou a segunda posição nos Estados Unidos, além da 39.ª no Canadá e 4.ª no Reino Unido. A canção venceu a edição inaugural da categoria de Melhor Colaboração de Rap/Canto, nos Grammy Awards de 2002, e seu videoclipe venceu a categoria de Melhor Vídeo Feminino nos MTV Video Music Awards de 2001.

## Faixas
CD: 1
1. "Let Me Blow Ya Mind" (part. Gwen Stefani)
2. "Who's That Girl?" (C.I.A.S. Remix)
3. "Ain't Got No Dough" (part. Missy Elliott)
4. "Let Me Blow Ya Mind" (part. Gwen Stefani) (videoclipe)

CD: 2
1. "Let Me Blow Ya Mind" (part. Gwen Stefani)
2. "Who's That Girl" (Akhenaton remix)
3. "Gotta Man"
4. "Let Me Blow Ya Mind (part. Gwen Stefani) (videoclipe)

## Paradas musicais
| Parada (2001)             | Melhor posição |
| ------------------------- | -------------- |
| Australian Singles Chart  | 4              |
| Austrian Singles Chart    | 6              |
| Eurochart Hot 100 Singles | 1              |
| Canadian Singles Chart    | 29             |
| Danish Singles Chart      | 3              |
| Finnish Singles Chart     | 19             |
| French Singles Chart      | 15             |
| New Zealand Singles Chart | 7              |
| Swedish Singles Chart     | 6              |
| Swiss Singles Chart       | 1              |
| UK Singles Chart          | 4              |
| Billboard Hot 100         | 2              |